# سيسيرو برايس
سيسيرو برايس (بالإنجليزية: Cicero Price)‏ هو ضابط أمريكي، ولد في 2 ديسمبر 1805 في لانكستر في الولايات المتحدة، وتوفي في 24 نوفمبر 1888 في تروي في الولايات المتحدة.